# فيكتوريا ماثيوز
فيكتوريا ماثيوز هي قسيسة كندية، ولدت في 1954 في تورونتو في كندا.